# Danh hiệu UNESCO ở Việt Nam
Danh hiệu UNESCO ở Việt Nam gồm danh sách các di sản thế giới, khu dự trữ sinh quyển thế giới, di sản tư liệu thế giới, công viên địa chất toàn cầu, di sản văn hóa phi vật thể... đã được UNESCO công nhận tại Việt Nam. Trong hệ thống các danh hiệu của UNESCO, di sản thế giới là danh hiệu danh giá nhất và lâu đời nhất. Đến năm 2025, Lâm Đồng sở hữu 8 danh hiệu, Thủ đô Hà Nội sở hữu 7 danh hiệu, Bắc Ninh 5 danh hiệu là 3 địa phương có nhiều danh hiệu nhất. Các tỉnh  Ninh Bình,  Đà Nẵng, Hải Phòng và Lâm Đồng sở hữu tới 3 loại danh hiệu UNESCO khác nhau. Các di sản văn hóa phi vật thể thường có địa bàn phân bố rộng nên tất cả các tỉnh đều sở hữu danh hiệu UNESCO. Vùng đồng bằng sông Hồng và duyên hải Đông Bắc là vùng du lịch có nhiều danh hiệu UNESCO nhất.

## Di sản thế giới tại Việt Nam
Hiện tại, Việt Nam đã có 9 di tích được Ủy ban di sản thế giới thuộc UNESCO công nhận là Di sản thế giới gồm:
- 2 Di sản thiên nhiên thế giới:

1. Vịnh Hạ Long -Quần đảo Cát Bà, được công nhận năm 1994 theo tiêu chí (VII) và năm 2000 theo tiêu chí (VIII) cho Vịnh Hạ Long và mở rộng ranh giới sang Quần đảo Cát Bà năm 2023.
2. Vườn Quốc gia Phong Nha - Kẻ Bàng, năm 2003, là di sản thiên nhiên thế giới theo tiêu chí (VIII)

- 6 Di sản văn hóa thế giới gồm:

1. Quần thể di tích Cố đô Huế, năm 1993, là di sản văn hóa thế giới theo tiêu chí (IV).
2. Phố Cổ Hội An, năm 1999, là di sản văn hóa thế giới theo tiêu chí (II) (V).
3. Thánh địa Mỹ Sơn, năm 1999, là di sản văn hóa thế giới theo tiêu chí (II) (III).
4. Khu di tích trung tâm Hoàng thành Thăng Long, năm 2010, là di sản văn hóa thế giới theo tiêu chí(II) (III) và (VI).
5. Thành nhà Hồ, năm 2011, là di sản văn hóa thế giới theo tiêu chí (II) và (IV)
6. Quần thể di tích và danh thắng Yên Tử – Vĩnh Nghiêm – Côn Sơn, Kiếp Bạc năm 2025, là di sản văn hóa thế giới theo tiêu chí (III) và (VI)

- 1 Di sản thế giới hỗn hợp:

1. Quần thể danh thắng Tràng An, theo các tiêu chí (VII) và (VIII) của một di sản thiên nhiên thế giới và tiêu chí (V) của một di sản văn hóa thế giới năm 2014

## Di sản văn hóa phi vật thể tại Việt Nam
Tại Việt Nam hiện đã có 16 di sản văn hóa phi vật thể được UNESCO ghi danh vào các danh mục Di sản văn hóa phi vật thể đại diện cho nhân loại (Representatitive List of the Intangible Cultural Heritage of Humanity) và cần được bảo vệ khẩn cấp (List of Intangible Cultural Heritage in Need of Urgent Safeguarding) theo thứ tự năm công nhận mới nhất
1. Lễ hội Vía Bà Chúa Xứ Núi Sam, được công nhận là di sản văn hoá phi vật thể thế giới vào ngày 4/12/2024. Phạm vi được công nhận là Khu du lịch Núi Sam, thành phố Châu Đốc, tỉnh An Giang.
2. Nghệ thuật làm Gốm của người Chăm công nhận năm 2022, tại làng Bàu Trúc (tỉnh Khánh Hòa) và làng Bình Đức (tỉnh Lâm Đồng).
3. Xòe Thái của người dân Tây Bắc được ghi danh ngày 15/12/2021. Phạm vi di sản chủ yếu thuộc 4 tỉnh khu vực Tây Bắc: Lào Cai, Lai Châu, Điện Biên, Sơn La.
4. Hát then là thể loại dân ca tín ngưỡng của người dân tộc Choang, Tày, Nùng được công nhận năm 2019. Phạm vi di sản hiện nay thuộc 10 tỉnh khu vực miền núi phía Bắc: Tuyên Quang, Cao Bằng, Lạng Sơn, Thái Nguyên, Bắc Ninh, Quảng Ninh, Lào Cai, Sơn La, Điện Biên, Lai Châu.[2]
5. Nghệ thuật Bài chòi Trung Bộ Việt Nam được công nhận năm 2017, phạm vi khu vực ven biển 8 tỉnh duyên hải miền Trung từ Quảng Trị đến Lâm Đồng theo thứ tự từ Bắc xuống Nam là: Quảng Trị, Huế, Đà Nẵng, Quảng Ngãi, Gia Lai, Đăk Lăk, Khánh Hòa, Lâm Đồng.[3]
6. Tín ngưỡng thờ Mẫu Việt Nam được công nhận ngày 1/12/2016. Phạm vi di sản gồm 14 tỉnh: Ninh Bình, Hà Nội, Hưng Yên, Hải Phòng, Bắc Ninh, Phú Thọ, Lạng Sơn, Lào Cai, Tuyên Quang, Thanh Hóa, Nghệ An, Hà Tĩnh, Huế và Thành phố Hồ Chí Minh.[4]
7. Nghi lễ Kéo co ở Việt Nam được UNESCO công nhận là Di sản văn hóa phi vật thể đa quốc gia đại diện của nhân loại ngày 02/12/2015. Riêng Việt Nam, kéo co được các cộng đồng người Kinh, Thái, Tày, Nùng, Giáy... và nhiều địa phương như: Phú Thọ, Lào Cai, Hà Nội, Bắc Ninh cùng nhiều tỉnh trên cả nước Việt Nam thực hành từ lâu đời, trao truyền cho tới ngày nay.
8. Dân ca ví, giặm Nghệ Tĩnh là di sản văn hóa phi vật thể được công nhận vào ngày 27/11/2014. Phạm vi di sản gồm 2 tỉnh Nghệ An và Hà Tĩnh.
9. Đờn ca tài tử Nam Bộ là di sản văn hóa phi vật thể được công nhận vào ngày 5/12/2013. Phạm vi di sản 10 tỉnh: Cà Mau, An Giang, Đồng Nai, Lâm Đồng, Cần Thơ, Đồng Tháp, Thành phố Hồ Chí Minh, Tây Ninh, Vĩnh Long và Khánh Hòa.[5]
10. Tín ngưỡng thờ cúng Hùng Vương là di sản văn hóa phi vật thể được công nhận vào ngày 6/12/2012.
11. Hát xoan (Phú Thọ) là di sản văn hoá phi vật thể đại diện của nhân loại, được công nhận ngày 24/11/2011.
12. Hội Gióng tại đền Sóc và đền Phù Đổng, Hà Nội, di sản văn hóa phi vật thể đại diện của nhân loại, được công nhận ngày 16/11/2010.
13. Ca trù là di sản văn hoá phi vật thể đại diện của nhân loại, được công nhận ngày 01/10/2009. Phạm vi di sản 10 tỉnh phía Bắc gồm: Phú Thọ, Hà Nội, Bắc Ninh, Hải Phòng, Hưng Yên, Ninh Bình, Thanh Hóa, Nghệ An, Hà Tĩnh và Quảng Trị.[6]
14. Dân ca Quan họ, di sản văn hóa phi vật thể đại diện của nhân loại, được công nhận ngày 30/9/2009. Phạm vi di sản thuộc tỉnh Bắc Ninh.
15. Không gian văn hóa Cồng Chiêng Tây Nguyên, được công nhận là kiệt tác truyền khẩu và di sản văn hóa phi vật thể thế giới vào năm 2005, đến năm 2008 được công nhận là di sản văn hóa phi vật thể đại diện của nhân loại. Phạm vi di sản 4 tỉnh: Quảng Ngãi, Gia Lai, Đăk Lăk, Lâm Đồng.[7]
16. Nhã nhạc cung đình Huế, di sản văn hóa thế giới phi vật thể đầu tiên tại Việt Nam, được công nhận tháng 11 năm 2003, đến năm 2008 được công nhận là di sản văn hóa phi vật thể đại diện của nhân loại.

## Khu dự trữ sinh quyển thế giới tại Việt Nam
Việt Nam được  Ủy ban Sinh quyển và Con người thuộc UNESCO công nhận 11 khu dự trữ sinh quyển thế giới gồm:
1. Khu dự trữ sinh quyển rừng ngập mặn Cần Giờ, 2000[8]. Ranh giới thuộc Cần Giờ, (Tp HCM).
2. Khu dự trữ sinh quyển Cát Bà, 2004[9]. Ranh giới thuộc huyện đảo Cát Bà (Hải Phòng)
3. Khu dự trữ sinh quyển châu thổ sông Hồng, 2004[10]. Ranh giới 5 vùng cửa sông của 2 tỉnh Hưng Yên và Ninh Bình.
4. Khu dự trữ sinh quyển ven biển và biển đảo Kiên Giang, 2006[11]. Ranh giới thuộc tỉnh An Giang.
5. Khu dự trữ sinh quyển miền tây Nghệ An, 2007[12]. Ranh giới thuộc tỉnh Nghệ An.
6. Khu dự trữ sinh quyển Mũi Cà Mau, 2009[13]. Ranh giới thuộc tỉnh Cà Mau.
7. Khu dự trữ sinh quyển Cù Lao Chàm, 2009[14]. Ranh giới thuộc tỉnh Quảng Nam.
8. Khu dự trữ sinh quyển Đồng Nai, 2011[15]. Ranh giới thuộc 3 tỉnh Đồng Nai, Lâm Đồng và Thành phố Hồ Chí Minh.
9. Khu dự trữ sinh quyển Langbian, 2015. Ranh giới thuộc tỉnh Lâm Đồng.
10. Khu dự trữ sinh quyển Núi Chúa, 2021. Ranh giới thuộc tỉnh Khánh Hòa.
11. Khu dự trữ sinh quyển Kon Hà Nừng, 2021. Thuộc tỉnh Gia Lai.

## Di sản tư liệu tại Việt Nam
Di sản tư liệu tại Việt Nam do Chương trình Ký ức thế giới của UNESCO công nhận gồm 3 Di sản tư liệu thế giới và 4 Di sản tư liệu khu vực châu Á – Thái Bình Dương
Việt Nam hiện có 3 di sản tư liệu thế giới gồm
1. Mộc bản triều Nguyễn là di sản tư liệu thế giới đầu tiên tại Việt Nam do UNESCO công nhận ngày 31 tháng 7 năm 2009. Số mộc bản này hiện đang bảo quản tại Trung tâm Lưu trữ Quốc gia IV- Đà Lạt, Lâm Đồng.
2. Bia tiến sĩ Văn Miếu Thăng Long đã được công nhận là di sản tư liệu thế giới ngày 9/3/2010, tại Macau, Trung Quốc.
3. Châu bản triều Nguyễn (bảo quản tại Trung tâm lưu trữ quốc gia I, số 18 Vũ Phạm Hàm, phường Yên Hòa, quận Cầu Giấy, Hà Nội) đã được UNESCO công nhận là di sản tư liệu thế giới năm 2017. Đầu năm 2014, Việt Nam đã trình hồ sơ lên UNESCO đề cử Châu bản triều Nguyễn là di sản tư liệu thế giới.[16] Ngày 14/5/2014, Châu bản triều Nguyễn của Việt Nam được UNESCO công nhận là Di sản tư liệu Chương trình Ký ức thế giới Khu vực châu Á - Thái Bình Dương.[17]

Việt Nam hiện có 6 Di sản tư liệu khu vực châu Á – Thái Bình Dương gồm
1. Kho mộc bản kinh Phật chùa Vĩnh Nghiêm (Bắc Giang) là đề cử di sản tư liệu thế giới thất bại. Tuy nhiên, nó đã được công nhận là di sản tư liệu khu vực châu Á – Thái Bình Dương ngày 16/5/2012 và đang tiếp tục được đề cử vào di sản tư liệu thế giới.
2. Thơ văn trên kiến trúc cung đình Huế thuộc Trung tâm Bảo tồn Di tích Cố đô Huế là di sản tư liệu khu vực châu Á – Thái Bình Dương tại Hội nghị toàn thể lần thứ 7 Ủy ban Chương trình ký ức Thế giới Khu vực Châu Á - Thái Bình Dương (MOWCAP) do Việt Nam đăng cai tổ chức tại thành phố Huế từ ngày 18 đến 21/5/2016.
3. Mộc bản trường Phúc Giang tỉnh Hà Tĩnh là di sản tư liệu khu vực châu Á – Thái Bình Dương tại Hội nghị toàn thể lần thứ 7 Ủy ban Chương trình ký ức Thế giới Khu vực Châu Á – Thái Bình Dương (MOWCAP) do Việt Nam đăng cai tổ chức tại thành phố Huế từ ngày 18 đến 21/5/2016.
4. Hoàng Hoa Sứ trình đồ. Dòng họ Nguyễn Huy ở làng Trường Lưu - huyện Can Lộc - tỉnh Hà Tĩnh. Chiều 30/5/2018, Việt Nam chính thức bảo vệ thành công hồ sơ "Hoàng hoa sứ trình đồ" trước Ủy ban Chương trình ký ức thế giới khu vực Châu Á – Thái Bình Dương (MOWCAP) tại Hội nghị lần thứ 8 tổ chức tại thành phố Gwangju (Hàn Quốc).
5. Bia ma nhai tại danh thắng Ngũ Hành Sơn, Đà Nẵng. Kỳ họp thứ 9 diễn ra ngày 26/11 ở thành phố Andong (Hàn Quốc), Ủy ban Chương trình Ký ức thế giới khu vực châu Á - Thái Bình Dương của UNESCO (MOWCAP) đã thông qua. Là kho tàng di sản tư liệu quý giá bằng chữ Hán và chữ Nôm, với số lượng lớn, gồm 78 bia ma nhai (trong đó có 76 bia chữ Hán và 2 bia chữ Nôm). Nội dung, phong cách biểu hiện đa dạng, hình thức độc đáo, với nhiều thể loại như ngự bút, bia ký, tán, thơ văn, đề từ, đề danh, câu đối... của các vị vua, quan triều Nguyễn, cao tăng, cùng bao thế hệ tao nhân, mặc khách đã từng dừng chân lưu đề trên vách đá, hang động tại danh thắng Ngũ Hành Sơn, từ nửa đầu thế kỷ XVII đến thập niên 60 của thế kỷ XX. Là tài liệu gốc duy nhất được vua Minh Mạng ngự bút và cho khắc lên các vách núi, hang động. Sự kiện này được ghi chép lại trong các tài liệu lịch sử như Đại Nam Nhất Thống chí, Đại Nam Thực lục, Đại Nam dư địa chí ước biên...
6. Văn bản Hán Nôm làng Trường Lưu, Hà Tĩnh (1689-1943). Kỳ họp thứ 9 diễn ra ngày 26/11 ở thành phố Andong (Hàn Quốc), Ủy ban Chương trình Ký ức thế giới khu vực châu Á - Thái Bình Dương của UNESCO (MOWCAP) đã thông qua. Là bộ sưu tập độc bản được viết bằng tay, gồm 26 sắc phong gốc do các vua triều Lê, Nguyễn ban tặng; 19 tờ văn bằng, 3 bức trướng bằng lụa, viết bằng chữ Hán, chữ Nôm từ năm 1689 đến năm 1943. Văn bản có giá trị nguyên gốc, độc bản, nguồn gốc rõ ràng và các sự kiện liên quan... đã từng làm nguồn tư liệu để biên soạn sách, nhiều thông tin có thể kiểm chứng, đối chiếu qua các tài liệu chính sử của Việt Nam như Đại Việt sử ký tục biên, Khâm định Việt sử thông giám cương mục; cũng như qua các sách khảo cứu như Lịch triều hiến chương loại chí của Phan Huy Chú, Nghệ An ký của Bùi Dương Lịch.

Các đề cử di sản tư liệu
- Các di sản tư liệu thế giới đang chuẩn bị đề nghị UNESCO công nhận: bộ kinh Phật cổ ở chùa Dâu (Bắc Ninh), các cột kinh, sách đá chùa Nhất Trụ (Ninh Bình), Bản thảo của Bác Hồ (Hà Nội), cuốn sách "Hoa Lư thi tập"[18]...

## Mạng lưới Công viên địa chất Việt Nam
Danh hiệu Công viên địa chất toàn cầu do Hội đồng tư vấn GGN thuộc UNESCO công nhận. Việt Nam hiện có 4 công viên địa chất toàn cầu gồm:
- Cao nguyên đá Đồng Văn được công nhận là công viên địa chất toàn cầu vào năm 2010,
- Công viên Non nước Cao Bằng được công nhận năm 2018,
- Công viên địa chất Đắk Nông được công nhận năm 2020,
- Công viên địa chất Lạng Sơn năm 2024.

Công viên địa chất Lý Sơn-Sa Huỳnh (tỉnh Quảng Ngãi), là khu vực đang trong quá trình xem xét trở thành Công viên địa chất toàn cầu UNESCO.
Theo TS. Trần Tân Văn, Viện trưởng Viện Khoa học Địa chất và Khoáng sản thì viện này đã cùng một số đối tác trong và ngoài nước triển khai trên khoảng 25 khu vực và đã xác định được 15 khu vực có thể xây dựng thành CVĐC Quốc gia. Trong đó khoảng 1/3 đến ½ khu vực hoàn toàn có khả năng trở thành Công viên địa chất Toàn cầu như: Vịnh Hạ Long (Quảng Ninh), Quần đảo Cát Bà (Hải Phòng), Vườn quốc gia Ba Vì (Hà Nội), Vườn quốc gia Cúc Phương - Cố đô Hoa Lư - Tràng An (Ninh Bình), Vườn quốc gia Hoàng Liên - Sapa (Lào Cai), Vườn quốc gia Phong Nha - Kẻ Bàng và vùng đệm (Quảng Bình)...

## Thống kê theo địa phương
Chú ý: Số di sản ghi 1/10 được hiểu là 1 trong 20 địa phương cùng sở hữu danh hiệu đó.
| STT | Địa phương (34)       | Số di sản thế giới (8) | Số khu DTSQ thế giới (11) | Số di sản VH phi vật thể (16) | Số DSTL thế giới (3) | Số công viên địa chất (4) | Số danh hiệu (42) | Ghi chú |
| --- | --------------------- | ---------------------- | ------------------------- | ----------------------------- | -------------------- | ------------------------- | ----------------- | ------- |
| 1   | An Giang              | 0                      | 1                         | 1+1/10                        | 0                    | 0                         | 3                 |         |
| 2   | Bắc Ninh              | 1/3                    | 0                         | 1/10+1/14+1/4+1/10+1          | 0                    | 0                         | 6                 |         |
| 3   | Cà Mau                | 0                      | 1                         | 1/10                          | 0                    | 0                         | 2                 |         |
| 4   | Cao Bằng              | 0                      | 0                         | 1/10                          | 0                    | 1                         | 2                 |         |
| 5   | Cần Thơ               | 0                      | 0                         | 1/10                          | 0                    | 0                         | 1                 |         |
| 6   | Đà Nẵng               | 2                      | 1                         | 1/8                           | 0                    | 0                         | 3                 |         |
| 7   | Đắk Lắk               | 0                      | 0                         | 1/8+1/4                       | 0                    | 0                         | 2                 |         |
| 8   | Điện Biên             | 0                      | 0                         | 1/4+1/10                      | 0                    | 0                         | 2                 |         |
| 9   | Đồng Nai              | 0                      | 1/3                       | 1/10                          | 0                    | 0                         | 2                 |         |
| 10  | Đồng Tháp             | 0                      | 0                         | 1/10                          | 0                    | 0                         | 1                 |         |
| 11  | Gia Lai               | 0                      | 1                         | 1/8+1/4                       | 0                    | 0                         | 3                 |         |
| 12  | Hà Nội                | 1                      | 0                         | 1/14+1/4+1+1/10               | 2                    | 0                         | 7                 |         |
| 13  | Hà Tĩnh               | 0                      | 0                         | 1/14+1/2+1/10                 | 0                    | 0                         | 3                 |         |
| 14  | Hải Phòng             | 1/2+1/3                | 1                         | 1/14+1/10                     | 0                    | 0                         | 5                 |         |
| 15  | Huế                   | 1                      | 0                         | 1/8+1/14+1                    | 0                    | 0                         | 4                 |         |
| 16  | Hưng Yên              | 0                      | 1/2                       | 1/14+1/10                     | 0                    | 0                         | 3                 |         |
| 17  | Khánh Hòa             | 0                      | 1                         | 1/2+1/8+1/10                  | 0                    | 0                         | 4                 |         |
| 18  | Lai Châu              | 0                      | 0                         | 1/4+1/10                      | 0                    | 0                         | 2                 |         |
| 19  | Lạng Sơn              | 0                      | 0                         | 1/10+1/14                     | 0                    | 1                         | 3                 |         |
| 20  | Lào Cai               | 0                      | 0                         | 1/4+1/10+1/14+1/4             | 0                    | 0                         | 4                 |         |
| 21  | Lâm Đồng              | 0                      | 1/3+1                     | 1/2+1/8+1/10+1/4              | 1                    | 1                         | 8                 |         |
| 22  | Nghệ An               | 0                      | 1                         | 1/14+1/2+1/10                 | 0                    | 0                         | 4                 |         |
| 23  | Ninh Bình             | 1                      | 1/2                       | 1/14+1/10                     | 0                    | 0                         | 4                 |         |
| 24  | Phú Thọ               | 0                      | 0                         | 1/14+1/4+1+1/10               | 0                    | 0                         | 4                 |         |
| 25  | Quảng Ngãi            | 0                      | 0                         | 1/8+1/4                       | 0                    | 0                         | 2                 |         |
| 26  | Quảng Ninh            | 1/2+1/3                | 0                         | 1/10                          | 0                    | 0                         | 3                 |         |
| 27  | Quảng Trị             | 1                      | 0                         | 1/8+1/10                      | 0                    | 0                         | 3                 |         |
| 28  | Sơn La                | 0                      | 0                         | 1/4+1/10                      | 0                    | 0                         | 2                 |         |
| 29  | Tây Ninh              | 0                      | 0                         | 1/10                          | 0                    | 0                         | 1                 |         |
| 30  | Thái Nguyên           | 0                      | 0                         | 1/10                          | 0                    | 0                         | 1                 |         |
| 31  | Thanh Hóa             | 1                      | 0                         | 1/14+1/10                     | 0                    | 0                         | 3                 |         |
| 32  | Thành phố Hồ Chí Minh | 0                      | 1+1/3                     | 1/14+1/10                     | 0                    | 0                         | 4                 |         |
| 33  | Tuyên Quang           | 0                      | 0                         | 1/10+1/14                     | 0                    | 1                         | 3                 |         |
| 34  | Vĩnh Long             | 0                      | 0                         | 1/10                          | 0                    | 0                         | 1                 |         |